# Meridià 131 a l'est
El meridià 131 a l'est de Greenwich és una línia de longitud que s'estén des del pol Nord travessant l'oceà Àrtic, Àsia, l'oceà Índic, l'oceà Antàrtic, Austràlia i l'Antàrtida fins al pol Sud.
El meridià 131 a l'est forma un cercle màxim amb el meridià 49 a l'oest. Com tots els altres meridians, la seva longitud correspon a una semicircumferència terrestre, uns 20.003,932 km. Al nivell de l'Equador, és a una distància del meridià de Greenwich de 14.583 km.

## De Pol a Pol
Començant en el pol Nord i dirigint-se cap al pol Sud, aquest meridià travessa:
| Coordenades                               | País, territori o mar        | Notes |
| ----------------------------------------- | ---------------------------- | --- |
| 90° 0′ N, 131° 0′ E / 90.000°N,131.000°E  | Oceà Àrtic                   | |
| 77° 14′ N, 131° 0′ E / 77.233°N,131.000°E | Mar de Làptev                | |
| 70° 44′ N, 131° 0′ E / 70.733°N,131.000°E | Rússia                       | Sakhà Krai de Khabàrovsk — des de 56° 10′ N, 131° 0′ E / 56.167°N,131.000°E Óblast de l'Amur — des de 55° 42′ N, 131° 0′ E / 55.700°N,131.000°E Krai de Khabàrovsk — des de 54° 18′ N, 131° 0′ E / 54.300°N,131.000°E Óblast de l'Amur — des de 53° 49′ N, 131° 0′ E / 53.817°N,131.000°E Krai de Khabàrovsk — des de 51° 10′ N, 131° 0′ E / 51.167°N,131.000°E Óblast de l'Amur — des de 50° 24′ N, 131° 0′ E / 50.400°N,131.000°E Província Autònoma dels Hebreus — des de 48° 58′ N, 131° 0′ E / 48.967°N,131.000°E     |
| 47° 41′ N, 131° 0′ E / 47.683°N,131.000°E | República Popular de la Xina | Heilongjiang |
| 44° 52′ N, 131° 0′ E / 44.867°N,131.000°E | Rússia                       | Krai de Primórie — per uns 6 km |
| 44° 48′ N, 131° 0′ E / 44.800°N,131.000°E | República Popular de la Xina | Heilongjiang Jilin — des de 43° 29′ N, 131° 0′ E / 43.483°N,131.000°E |
| 42° 51′ N, 131° 0′ E / 42.850°N,131.000°E | Rússia                       | Krai de Primórie |
| 42° 38′ N, 131° 0′ E / 42.633°N,131.000°E | Mar del Japó                 | passa a l'est de l'illa d'Ulleungdo, Corea del Sud (a 37° 30′ N, 130° 55′ E / 37.500°N,130.917°E) · Passa a l'oest de l'illa de Mishima, Prefectura de Yamaguchi, Japó (a 34° 47′ N, 131° 7′ E / 34.783°N,131.117°E) |
| 34° 26′ N, 131° 0′ E / 34.433°N,131.000°E | Japó                         | Illa de Honshū, Prefectura de Yamaguchi (passa a través de l'estació de Chōfu a l'est de Shimonoseki) |
| 33° 59′ N, 131° 0′ E / 33.983°N,131.000°E | Estrets de Kanmon            | |
| 33° 57′ N, 131° 0′ E / 33.950°N,131.000°E | Japó                         | Illa de Kyūshū — Prefectura de Fukuoka — Prefectura d'Ōita — des de 33° 31′ N, 131° 0′ E / 33.517°N,131.000°E — Prefectura de Kumamoto — des de 33° 10′ N, 131° 0′ E / 33.167°N,131.000°E — Prefectura d'Ōita — des de 33° 7′ N, 131° 0′ E / 33.117°N,131.000°E — Prefectura de Kumamoto — des de 33° 1′ N, 131° 0′ E / 33.017°N,131.000°E — Prefectura de Miyazaki — des de 32° 9′ N, 131° 0′ E / 32.150°N,131.000°E — Prefectura de Kagoshima — des de 31° 44′ N, 131° 0′ E / 31.733°N,131.000°E                         |
| 31° 11′ N, 131° 0′ E / 31.183°N,131.000°E | Mar de la Xina Oriental      | |
| 30° 44′ N, 131° 0′ E / 30.733°N,131.000°E | Japó                         | Illa de Tanegashima, Prefectura de Kagoshima |
| 30° 32′ N, 131° 0′ E / 30.533°N,131.000°E | Oceà Pacífic                 | Passa a l'oest de l'illa de Minami Daitō, Prefectura d'Okinawa, Japó (a 25° 50′ N, 131° 12′ E / 25.833°N,131.200°E) · Passa a l'oest de l'illa d'Oki Daitō, Prefectura d'Okinawa, Japó (a 24° 28′ N, 131° 11′ E / 24.467°N,131.183°E) · Passa a l'oest de l'illa de Tobi, República de Palau (a 3° 0′ N, 131° 7′ E / 3.000°N,131.117°E) · Passa a l'oest de les illes Asia, Indonèsia (a 1° 0′ N, 131° 13′ E / 1.000°N,131.217°E) · Passa a l'oest de les illes Ayu, Indonèsia (a 3° 23′ N, 131° 1′ E / 3.383°N,131.017°E) |
| 0° 3′ S, 131° 0′ E / 0.050°S,131.000°E    | Indonèsia                    | Illa de Waigeo |
| 0° 21′ S, 131° 0′ E / 0.350°S,131.000°E   | Estret de Dampier            | |
| 0° 56′ S, 131° 0′ E / 0.933°S,131.000°E   | Indonèsia                    | Illes de Salawati i Nova Guinea |
| 1° 28′ S, 131° 0′ E / 1.467°S,131.000°E   | Mar de Ceram                 | passa a l'est de l'illa de Seram, Indonèsia (a 3° 35′ S, 130° 52′ E / 3.583°S,130.867°E) |
| 3° 54′ S, 131° 0′ E / 3.900°S,131.000°E   | Mar de Banda                 | |
| 7° 26′ S, 131° 0′ E / 7.433°S,131.000°E   | Indonèsia                    | Illa de Wuliaru |
| 7° 30′ S, 131° 0′ E / 7.500°S,131.000°E   | Mar de Banda                 | |
| 7° 40′ S, 131° 0′ E / 7.667°S,131.000°E   | Indonèsia                    | Illa de Seira |
| 7° 44′ S, 131° 0′ E / 7.733°S,131.000°E   | Mar de Banda                 | |
| 8° 6′ S, 131° 0′ E / 8.100°S,131.000°E    | Indonèsia                    | Illa de Selaru |
| 8° 13′ S, 131° 0′ E / 8.217°S,131.000°E   | Mar d'Arafura                | |
| 9° 3′ S, 131° 0′ E / 9.050°S,131.000°E    | Mar de Timor                 | |
| 11° 21′ S, 131° 0′ E / 11.350°S,131.000°E | Austràlia                    | Territori del Nord — Illa de Melville |
| 11° 54′ S, 131° 0′ E / 11.900°S,131.000°E | Estret de Clarence           | |
| 12° 10′ S, 131° 0′ E / 12.167°S,131.000°E | Austràlia                    | Territori del Nord Austràlia Meridional — des de 26° 0′ S, 131° 0′ E / 26.000°S,131.000°E |
| 31° 33′ S, 131° 0′ E / 31.550°S,131.000°E | Oceà Índic                   | Les autoritats australianes consideren això com a part de l'oceà Antàrtic[3][4] |
| 60° 0′ S, 131° 0′ E / 60.000°S,131.000°E  | Oceà Antàrtic                | |
| 66° 6′ S, 131° 0′ E / 66.100°S,131.000°E  | Antàrtida                    | Territori Antàrtic Australià, reclamat per Austràlia |